# Norvegiaudden
Norvegia Point är en udde 3,7 km söder om Kap Circoncision på västkusten på Bouvetön. Udden var först kartlagd år 1898 av en tysk expedition under Karl Chun. Den var kartlagd på nytt i december 1927 av Norvegia-expeditionen under kaptenen Harald Horntvedt. Norvegiaudden blev namngiven under den norska expeditionen av hans skepp Norvegia.